# Uruguay na Letních olympijských hrách 1948
Uruguay na Letních olympijských hrách 1948 v Londýně reprezentovalo 61 sportovců (60 mužů a 1 žena) ve 11 sportech.

## Medailisté
| Medaile | Jméno                        | Sport     | Disciplína    |
| ------- | ---------------------------- | --------- | ------------- |
| Stříbro | Eduardo Risso                | Veslování | Muži skif     |
| Bronz   | Juan Rodríguez William Jones | Veslování | Muži dvojskif |